# Mother's Boys
Mother's Boys (conocida en España y Latinoamérica como La intrusa) es una película de suspenso-psicológico estadounidense de 1994 protagonizada por Jamie Lee Curtis, Peter Gallagher, Joanne Whalley y Vanessa Redgrave.

## Sinopsis
Jude, una mujer manipuladora, sexy y mentalmente inestable, regresa al hogar que abandonó años atrás para alterar las vidas de su esposo e hijos. Sin embargo, él ha rehecho su vida con otra mujer y quiere divorciarse, pero ella no lo aceptará.

## Reparto
- Jamie Lee Curtis como Judith 'Jude' Madigan
- Peter Gallagher como Robert Madigan
- Joanne Whalley como Colleen 'Callie' Harland (como Joanne Whalley-Kilmer)
- Vanessa Redgrave como Lydia
- Luke Edwards como Kes Madigan
- Colin Ward como Michael Madigan
- Joey Zimmerman como Ben Madigan
- Joss Ackland como Lansing, el abogado
- Paul Guilfoyle como Mark Kaplan, abogado de Robert
- J.E. Freeman como el Sr. Everett
- John C. McGinley como el Sr. Fogel, el profesor

## Recepción

### Crítica
La película recibió críticas generalmente negativas, siendo las principales críticas que la película era una mala imitación de Atracción fatal (1987). La película tiene un 43% sobre Rotten Tomatoes.

### Premios y nominaciones
- Jamie Lee Curtis fue nominada en la categoría de "Mejor Actriz" en los Fangoria Chainsaw Awards